# Incastro (fiume)
Il fiume Incastro, oggi declassato a Fosso dell'Incastro, è un corso d'acqua del Lazio centrale, che convoglia a mare principalmente le acque provenienti dal Lago di Nemi e attraversa la città di Ardea.
Ancora oggi è importante a livello idrogeologico e naturalistico per le molte specie protette che lo abitano come l'Airone.
Il Nibby lo indicava come il maggior corso d'acqua tra la foce del Tevere e l'Astura. Prima della bonifica realizzata dall'Opera Nazionale Combattenti all'inizio del Novecento, doveva essere di portata considerevolmente maggiore dell'attuale, se poteva fungere da porto canale per le barche da pesca locali.
Alla sua foce è stato scavato a partire dal 1998 il sito archeologico di Castrum Inui, il nome del fiume infatti deriva da "in castrum" poiché attraversava la città.